# 계덕해
계덕해(桂德海, 1708년 ~ 1775년)는 조선 후기의 문신, 시인, 학자이다. 학행으로 관직에 올라 예빈시 참봉, 직장 등을 역임하고, 1774년에는 평안도 별시에 합격하여 전적, 유곡도와 청단도 찰방 등을 지냈다. 본관은 수안(遂安)으로 자는 원섭(元涉), 호는 봉곡(鳳谷)이다. 평안북도 선천군 출신이다.

## 개요
학문에 전념하다가 1743년(영조 19년) 학행(學行)으로 천거를 받아 예빈시 참봉(禮賓侍參奉)이 되고 이후 예빈시 봉사로 승진했다가 직장(直長)을 역임했다. 1771년(영조 47년) 진건(陳建)의 《황명통기 (皇明通紀)》을 소지했다가 발견되어 영조의 자체 조사를 받은 사건이다. 당시 명나라는 조선의 상국이었으므로 상국의 황실에 대한 서적을 입수한 경위를 영조는 친국으로 조사하기도 했다.
1774년(영조 50년) 평안도 향시에 급제하고, 같은 해의 평안도 유생들을 대상으로 한 평안도 별시 문과에 장원으로 급제, 성균관전적, 예조 좌랑을 역임했다. 1775년 유곡도 찰방(酉谷道察訪), 청단도 찰방(靑丹道察訪)으로 부임하였다. 청단도 찰방으로 근무하던 중 임지에서 사망했다. 저서로는 시문집 《봉곡계찰방유집(鳳谷桂察訪遺集)》이 있다.

## 저작
- 시문집 《봉곡계찰방유집(鳳谷桂察訪遺集)》
- 한송자집서 (寒松子集序)

## 가족 관계
- 아버지 : 계난서(桂鸞瑞)
- 어머니 : 밀양 박씨, 박태소(朴泰素)의 딸
  - 남동생 : 계덕수(桂德洙)
  - 남동생 : 계덕사(桂德泗)
  - 남동생 : 계덕순(桂德淳)